# Chaetosphaeria metallicans
Chaetosphaeria metallicans är en svampart som beskrevs av T.J. Atk., A.N. Mill. & Huhndorf 2007. Chaetosphaeria metallicans ingår i släktet Chaetosphaeria och familjen Chaetosphaeriaceae.   Inga underarter finns listade i Catalogue of Life.